# Anton Eipeldauer
Anton Eipeldauer (* 25. Februar 1893 in Maires, Mähren; † 17. Oktober 1977 in Wien) war ein populärer österreichischer Gärtner, Chefredakteur, Volksbildner und Sachbuchautor.

## Leben
Anton Eipeldauer war unehelicher Sohn des Gemischtwarenhändlers Anton Ott und der Maria Eipeldauer. Er wuchs bei seinen Großeltern in Maires auf und besuchte sowohl die Volks- als auch die dreiklassige Bürgerschule in Zlabings. Seine Mutter arbeitete im Schloss Schönbrunn und betreute dort die Appartements der adeligen Gäste. Nach dem Ende seiner Schulpflicht begann er eine Gärtnerlehre in einer nicht näher bekannten Herrschaftsgärtnerei. Seine Lehrzeit dauerte vom 16. September 1907 bis Anfang September 1910. Bereits am 8. September 1910 trat er im städtischen Gutsgarten in Rannersdorf bei Wien eine Stelle als Gärtnergehilfe an. Sein Vorgesetzter, Obergärtner Albert Tuschek, beschrieb ihn als treu, fleißig und ordentlich. Seinem tadellosen Arbeitszeugnis ist zu entnehmen, dass er den Betrieb am 1. Jänner 1912 auf eigenen Wunsch verließ.
Am 4. Juli 1912 beendete er einen zweimonatigen Schreibmaschinenkurs an der „Privat-Schule für Stenographie und Maschinenschreiben“ in Wien, eine Fähigkeit, die ihm in seinem weiteren Berufsleben und seiner schriftstellerischen Tätigkeit sehr zugutekam. Um gärtnerisches Wissen zu erlangen, besuchte er Kurse wie 1911 den Gartenbaukurs des Fortbildungsvereins für Gärtnergehilfen in Wien. Im September 1912 begann er eine zweijährige Weiterbildung an der Gartenbauschule der Österreichischen Gartenbau-Gesellschaft. Die 1868 gegründete Schule war eine theoretisch-praktische Bildungsstätte, wo Gärtnern Botanik, Theorie und Praxis des Gartenbaus, Grundzüge der darstellenden Geometrie sowie Architektur und kaufmännische Grundlagen gelehrt wurden. Bei der zweitägigen Abgangsprüfung am 12. und 13. März 1914 schloss Anton Eipeldauer alle Prüfungsgegenstände mit „Sehr gut“ ab.
Am 28. Oktober 1912 begann Eipeldauer als Gärtnergehilfe im feudalen Privathaus des Mitgründers und Mitbesitzer der Ankerbrotfabrik, Fritz Mendl, auf der Hohen Warte, zu dem Glas- und Treibhäuser, Park- und Obstanlagen gehörten, und übersiedelte damit an die Adresse Wien 19., Wallmodengasse 11. Bis zum Ausbruch des Ersten Weltkrieges arbeitete er in der Privatgärtnerei von Fritz Mendl. Dieser beschrieb ihn als einen außerordentlich fleißigen und wissensdurstigen Mann. Eipeldauer habe sich in seiner Dienstzeit sehr bewährt und die Topfpflanzen mit gutem Erfolg kultiviert. Weiter schrieb er: „Ganz besonders hervorzuheben wäre noch seine Intelligenz, sein Wissensdrang und sein Zeichentalent sowie sein intensives gärtnerisches Interesse. Indem er nun infolge der Assentierung seine Stelle aufgeben muß, begleiten ihn meine besten Wünsche“.
Mit dem Beginn des Ersten Weltkrieges wurde er zum Kriegsdienst eingezogen und diente im k.u.k. Mährischen Infanterieregiment „Freiherr von Waldstätten“ Nr. 81, kurz Infanterieregiment Nr. 81, während des Gebirgskriegs an der Dolomitenfront, um bei Kriegsende, mit der Bronzenen Tapferkeitsmedaille ausgezeichnet, als Feldwebel abzurüsten.
Im Haus der Mendls hatte Anton Eipeldauer seine spätere Frau Eleonore Hansmann (* 1897, † 1990) kennengelernt, die dort als Kindermädchen arbeitete. Noch während des Krieges heirateten die beiden. Anton Eipeldauer nahm Ende Mai 1918 ein paar Tage Fronturlaub, und am 2. Juni fand die Kriegstrauung statt. Nach Kriegsende stellte Fritz Mendl dem Ehepaar das zur Villa gehörende Gärtnerhaus zur Verfügung. Die Eipeldauers bekamen zwei Kinder, 1921 wurde Tochter Marianne, 1928 Sohn Herbert geboren.
Bereits im Herbst 1918 begann Eipeldauer wieder bei Fritz Mendl zu arbeiten, bis Mai 1921 als Gärtnergehilfe, danach übernahm er bis Dezember 1924 die Leitung der Privatgärtnerei. Ab dem 1. Jänner 1925 arbeitete er als Leiter der Mendlschen Handelsgärtnerei. Eipeldauer sammelte in den Jahren bei Mendl wertvolle Erfahrungen und kam in Kontakt mit Klein- und Schrebergärtnern – der späteren Hauptzielgruppe seiner Beratungstätigkeit und Schriftstellerei. Er selbst berichtet über seinen Arbeitsplatz und seine Tätigkeit: „Seit Jahren leite ich die Gärtnerei des Besitzers der Ankerbrotfabrik, Herrn Fritz Mendl, welcher seinen Gartenbetrieb ganz auf die Bedürfnisse der zirka 400 Schrebergärtner seiner Fabrik und einer großen Anzahl Fremder eingestellt hat. Es werden alljährlich ganze Wagenladungen von Gemüsesetzlingen produziert, wovon Sellerie, Zwiebel und Paradeispflanzen als Spezialität besonders geschätzt sind. Es ist allerdings die Arbeit groß – werden doch zum Beispiel die meisten Pflanzen einmal und die Paradeispflanzen gar dreimal pikiert (verschult) – doch freut es einen immer wieder, wenn die Resultate im Schrebergarten günstig lauten, und wenn die Leute zufrieden sind. Ferner harren Bestände junger Apfel-, Birnen-, Marillen-, Kirschen-, Ringlotten- und Zwetschkenbäume ihrer Abgabe und große Teile sollen noch aufgeschult werden. Was an Erdbeerpflanzen und Beerensträuchern schon hinausgegangen ist, geht ebenfalls in die Tausende.“
Aufgrund seiner Erfahrungen im Betrieb Mendls verfasste er 1924 sein erstes Buch Schreber- und Hausgartenkultur, welches sich zu einem wahren Verkaufsschlager entwickelte.
An den Februarunruhen des Jahres 1934 war Anton Eipeldauer – selbst unter bescheidenen Verhältnissen aufgewachsen und als überzeugter Sozialist seit 1919 Mitglied der Sozialdemokratischen Partei – aufseiten des Schutzbundes aktiv beteiligt und wurde in der Folge vom Ständestaat aus politischen Gründen inhaftiert. In der Folge musste er auch als Direktor der fachlichen Fortbildungsschule zurücktreten, hatte Lehrverbot und verlor auch seine Dienstwohnung. Im Zweiten Weltkrieg wurde er im Winter 1944/45 zum Volkssturm einberufen und geriet in Mähren in sowjetische Kriegsgefangenschaft, aus der er im Herbst 1945 entlassen wurde.
Eipeldauer war Herausgeber verschiedener Fachzeitschriften und „Hauptschriftleiter“ der illustrierten Wochenzeitung für Garten, Siedlung und Kleintierhaltung Nach der Arbeit. Von 1945 bis 1964 war er Generalsekretär der Österreichischen Gartenbaugesellschaft und wurde durch Auftritte in Radio und Fernsehen als „Blumendoktor“ bekannt. Medial immer am Puls der Zeit, gelang es Anton Eipeldauer in den 1950er Jahren, eine eigene Fernsehsendung mit dem Titel Beim Blumendoktor zu erhalten. Am 6. Mai 1956 war er erstmals, damals natürlich noch schwarz-weiß, am Bildschirm zu sehen. Diese Sendungen, ab 1969 auch in Farbe, verhalfen ihm zu großer Bekanntheit in ganz Österreich und darüber hinaus. Das letzte Mal trat Professor Eipeldauer, wie er inzwischen genannt wurde, am 17. November 1971 vor die Kamera. Zwischen 1956 und 1971 war er insgesamt 116-mal als Blumendoktor im Einsatz.
Aufgrund seiner regen Tätigkeit und der Verdienste um den Gartenbau erhielt Anton Eipeldauer zahlreiche Auszeichnungen: So wurde ihm 1959 der Titel Professor, 1964 das Goldene Ehrenzeichen für Verdienste um die Republik Österreich verliehen und 1965 eine Fuchsiensorte nach ihm benannt.
Er war an der Gründung der Fortbildungsschule für Gärtnerlehrlinge in Wien (Kagran) beteiligt.
Anton Eipeldauer erkrankte 1976 an Speiseröhrenkrebs und wurde nach einer Operation in häusliche Pflege entlassen. Er starb am 17. Oktober 1977 und wurde am 27. Oktober 1977 am Friedhof Ober St. Veit bestattet.

## Schriften und Bücher
- Schreber- und Hausgartenkultur. Tagblatt Bibliothek, 1924.
- Zimmerpflanzen und ihre Pflege. Tagblatt Bibliothek, 1926.
- Obstbau im Siedler- und Kleingarten. Scholle-Verlag, 1933.
- Gartenland als Stütze der Ernährung. Scholle-Verlag, 1940.
- 1000 Gartenfragen beantwortet von Anton Eipeldauer. Verlag für Jugend und Volk, 1941.
- Schreber- und Hausgartenkultur – Anlage und Pflege eines Gemüse-, Obst- und Blumengartens. Ostmärkischer Zeitungsverlag/Tagblatt-Bibliothek, Leipzig/Wien, 1943.
- Gemüsebau im Selbstversorgergarten. Scholle-Verlag 1948.
- Eipeldauers immerwährender Arbeitskalender. Selbstverlag, 1949.
- Obstbaumschnitt in Wort und Bild. 2 Bände (Text- und Bildband), Verlag für Jugend & Volk, 1961.
- Reine Freude an Zimmerpflanzen. Ullstein Fachverlag, 1961.
- Du und Dein Garten. Ullstein Fachverlag, 1966.
- Eipeldauers Ratgeber für Blumenfreunde. Ullstein Fachverlag, 1970.
- Eipeldauers 1000 Gartenfragen. Lizenz Donauland, 1972.
- Blumen und Pflanzen im Haus – ein ABC der Zimmerpflanzen. Leopold Stocker Verlag, 1973.
- Blumen in unserem Heim – Kinder und Eltern als Blumengärtner – Ein Familienhobby. Leopold Stocker Verlag 1973.
- fiori e piante in casa. Sperling u. Kupfer Edition, 1975.
- Eipeldauers Ratgeber für Blumenfreunde. Taschenbuch, Ullstein Fachverlag, 1980.

## Neuauflagen, bearbeitet von Ök-Rat Ing. Herbert Eipeldauer
- Eipeldauers Obstbaumschnitt. Österr. Agrarverlag, 1988.
- 1000 Gartenfragen. von Herta und Herbert Eipeldauer, Österr. Agrarverlag, 1997.
- Obstbaumschnitt – Bewährtes und Neues. von Eipeldauer und Schreiber, Österr. Agrarverlag, 2003.
- 1000 Gartenfragen. A & M, Deutsche Auflage, 2003.

Alle Bücher von Anton Eipeldauer sind in mehreren Auflagen erschienen.

## Periodische Schriften
- Nach der Arbeit. 1937–44.
- Die Scholle. 1945–62.
- Eipeldauers Gartenmagazin. 1948–88.
- Eipeldauers Zimmerpflanzenzeitschrift. Eigenverlag, 1956–62.